# Rebeca Linares
Pour les articles homonymes, voir Linares.
Verónica Linares, dite Rebeca Linares est une actrice pornographique et réalisatrice espagnole, née le 13 juin 1983 à Saint-Sébastien, , .

## Biographie
Elle commence en 2005 dans l’industrie du X en Espagne, son meilleur ami était un ami de l'acteur de films pornographiques Nacho Vidal, .
Linares est son vrai nom de famille, son prénom étant Verónica. Elle a choisi comme nom de scène le prénom Rebeca car « il est court et fort ».
En raison du peu de travail en Espagne et, par conséquent, des faibles rentrées d'argent, elle choisit de proposer ses services à Berlin et en France avant d'émigrer à Los Angeles en mars 2006. Linares déclare au sujet de son choix : « Je voulais me poser à un endroit, vivre et travailler chaque jour, et c'est ici qu'est le plein emploi ». Elle travaille pour Primera Línea, Private Media Group, Hot Vidéo et c'est, pour elle, le début de la célébrité.
Elle apparait dans la vidéo X en 2008 avec Ron Jeremy, Max Hardcore, Alexis Silver, Gia Paloma, Kinzie Kenner, Tricia Devereaux... dans Who's ya daddy (l'album The Sexorcist) du rappeur new-yorkais Necro.
En juillet 2008, elle fait une brève apparition dans un rôle secondaire du film classique Homo Erectus, sorti en salle en septembre 2008, avec Jacklyn Lick et Ron Jeremy. Elle pose pour la revue Maxim au cours de la même année.
En 2009, elle pose pour Penthouse Pets au mois de mars et Canal+ Espagne réalise un documentaire sur sa vie et sa carrière sous le titre Vente a Las Vegas, nena.
Ses acteurs favoris sont Nacho Vidal, Lexington Steele et Julian Andretti.
En juin 2010, après 5 ans de carrière, elle se fait poser des implants mammaires, ce qui a pour effet de porter ses bonnets de B à D.
Elle annonce son retour en 2023 après s'être teinte en blonde. Début 2024 on peut la voir dans 2 scènes éditées par Evil Angel.

## Récompenses et nominations
Récompenses
- 2007 : FICEB Ninfa – Best Actress – IodineGirl
- 2007 : CAVR Award - Performer of The Year
- 2010 : AVN Award – Best Threeway Sex Scene – Tori Black Is Pretty Filthy avec Tori Black & Mark Ashley
- 2010 : Urban X Awards, Female Performer of The Year

Nominations
- 2005 : FICEB Ninfa nommée, Best Spanish Starlette, A través de la ventana
- 2006 : FICEB Prize nommée, Most Original Sex Scene – Back 2 Evil 2 (avec Ellen Saint, Nacho Vidal and Rebeca Linares)
- 2008 : AVN Award nommée, Best Couples Sex Scene - Video pour Angels of Debauchery 6 (2006) (avec Mark Ashley)
- 2008 : AVN Award nommée, Best Group Sex Scene - Video pour Naked Aces 2 (2007) (avec Jesse Jane, Marco Banderas (en), Brianna Love)
- 2009 : AVN Award nommée, Female Performer of the Year
- 2009 : AVN Award nommée, Best Threeway Sex Scene, Secretary's Day 2
- 2009 : AVN Award nommée, Best Tease Performance, Rebeca Linares Raw
- 2009 : AVN Award nommée, Best Group Sex Scene, The Gauntlet 3
- 2009 : AVN Award nommée, Best Couples Sex Scene, Filth Cums First 3
- 2009 : AVN Award nommée, Best Anal Sex Scene, Fuck Me: Rebeca Linares (avec Harmony Rose, Marco Banderas & Tony DeSergio)

## Filmographie sélective
En tant qu'actrice
- Ass Cleavage 8 (2006)
- Ashlynn and Friends 1 (2007)
- Anal Cream Pie Assault (2007)
- Angels of Debauchery 6 (2006)
- Anally Yours Love Rebeca Linares (2008)
- Apprentass 8 (2008)
- Anal Asspirations 9 (2009)
- Black Cock Addiction 2 (2006)
- Girlvana 3 (2007)
- Rebeca Linares Raw (2008)
- Rectal Intrusions (2006)
- This Butt's 4 U 3 (2007)
- 2007 : Women Seeking Women 31
- 2008 : Women Seeking Women 40
- 2008 : Women Seeking Women 44
- 2008 : Women Seeking Women 47
- 2008 : Women Seeking Women 48
- 2008 : Lesbian Seductions: Older/Younger 21
- 2009 : Anal Asspirations 11
- 2010 : Lesbian Seductions: Older/Younger 29
- 2011 : Hot And Mean 2
- 2012 : We Live Together.com 22
- 2013 : Adam & Eve's Legendary Latinas (compilation)
- 2014 : Breaking Asses 2 (compilation)
- 2015 : Porn Star Spa 13
- 2016 : Ass Parade 57
- 2017 : Debutantes in the Rain: Rebecca Linares (compilation)
- 2018 : Latina Hotties 2 (compilation)
- 2024 : BTS - Oil For Days #05

En tant que réalisatrice
- Obsessions (2009)